# Указатель экономический, статистический и промышленный
«Указа́тель экономи́ческий, статисти́ческий и промы́шленный» — еженедельный журнал, выходивший в Санкт-Петербурге с 1860 по 1861 год.

## История
«Указатель экономический, статистический и промышленный» выходил в Санкт-Петербурге в 1860—1861 году еженедельно, в 1861 году — дважды в неделю.
В 1859—1860 году выходил под названием «Указатель политико-экономический».
Приложением к нему служил журнал «Экономист»  выходивший в 1858 и 1860 года по три раза в год, в 1859 году — 6 раз, в 1861 году — ежемесячно), а после прекращения выпуска «Указателя» выходил самостоятельно.